# The Soul Survivors
The Soul Survivors war eine amerikanische R&B-Gruppe aus Philadelphia, Pennsylvania. Die Formation wurde von den Brüdern Richie und Charlie Ingui sowie Kenny Jeremiah gegründet.

## Bandgeschichte
Obwohl die Mitglieder der Band weiß waren, ist auf ihren ersten, bei Crimson Records erschienenen Singles überzeugender R&B-Sound zu hören. Der größte Hit der Soul Survivors war ihr Debüt Expressway to Your Heart. Das Lied stieg im September 1967 auf Platz 4 der amerikanischen Popcharts und auf Platz 3 der R&B-Charts. Außerdem war die Single der erste Charterfolg des ebenfalls aus Philadelphia stammenden Autoren- und Produzenten-Duos Kenny Gamble und Leon Huff. Die beiden verarbeiteten in Expressway to Your Heart Hupen- und Kfz-Soundeffekte; die Hauptstärken des Liedes waren jedoch die gefühlvollen Stimmen und der schlagende Beat. Das zugehörige Album When the Whistle Blows Anything Goes kletterte im November bis auf Platz 123 der US-Albumcharts und auf Platz 25 der R&B-Charts.
Mit der Folgesingle Explosion in Your Soul folgte im Dezember ein zweiter, wenn auch kleinerer Singlehit. Diesmal waren die Höchstplatzierungen Rang 33 der Pop- und Rang 45 der R&B-Charts. Mit dem Stück Impossible Mission (Mission Impossible) ließ der Erfolg weiter nach. Die Single erreichte lediglich Platz 68 der Popcharts. Das Album Take Another Look (1969) blieb ebenso unbeachtet wie seine Auskopplungen. Daraufhin trennte sich die Band.
1974 kam es zur Reunion der Gruppe und es erschien das dritte Studioalbum Soul Survivors. Einzig die Auskopplung City of Brotherly Love konnte sich im September 1974 kurzzeitig in den R&B-Charts platzieren und kam auf Rang 75. Weitere Singles und das Album verfehlten die Hitparaden.

## Mitglieder
- Richard „Richie“ Ingui (* 1947; † 13. Januar 2017 in Philadelphia, Pennsylvania) – Gesang
- Charlie Ingui (* 1943 oder 1944) – Gesang
- Kenny Jeremiah – Gesang (bis 1969)
- Joey Forgione – Schlagzeug
- Ralph Capobianco – Schlagzeug und Perkussion
- Paul Venturini – Orgel
- Chuck Trois – Gitarre
- Eddie Leonetti – Gitarre

## Diskografie

### Alben
| Jahr | Titel Musiklabel                                 | Höchstplatzierung, Gesamtwochen, AuszeichnungChartplatzierungen (Jahr, Titel, Musiklabel, Platzierungen, Wochen, Auszeichnungen, Anmerkungen) | Höchstplatzierung, Gesamtwochen, AuszeichnungChartplatzierungen (Jahr, Titel, Musiklabel, Platzierungen, Wochen, Auszeichnungen, Anmerkungen) | Anmerkungen                                                                 |
| Jahr | Titel Musiklabel                                 | US | R&B | Anmerkungen                                                                 |
| ---- | ------------------------------------------------ | --- | --- | --------------------------------------------------------------------------- |
| 1967 | When the Whistle Blows Anything Goes Crimson 502 | US123 (13 Wo.)US | R&B25 (4 Wo.)R&B | Erstveröffentlichung: November 1967 Produzenten: Nat Segall, Soul Survivors |

Weitere Alben
- 1969: Take Another Look (ATCO 33277)
- 1974: Soul Survivors (TSOP 33186)
- 1997: Expressway to Your Heart (Kompilation; Collectables 0502)

### Singles
| Jahr | Titel Album                                                   | Höchstplatzierung, Gesamtwochen, AuszeichnungChartplatzierungen (Jahr, Titel, Album, Platzierungen, Wochen, Auszeichnungen, Anmerkungen) | Höchstplatzierung, Gesamtwochen, AuszeichnungChartplatzierungen (Jahr, Titel, Album, Platzierungen, Wochen, Auszeichnungen, Anmerkungen) | Anmerkungen                                                               |
| Jahr | Titel Album                                                   | US | R&B | Anmerkungen                                                               |
| ---- | ------------------------------------------------------------- | --- | --- | ------------------------------------------------------------------------- |
| 1967 | Expressway to Your Heart When the Whistle Blows Anything Goes | US4 (15 Wo.)US | R&B3 (15 Wo.)R&B | Erstveröffentlichung: Juli 1967 Autoren: Kenny Gamble, Leon Huff          |
| 1967 | Explosion in Your Soul                                        | US33 (8 Wo.)US | R&B45 (3 Wo.)R&B | Erstveröffentlichung: Dezember 1967 Autoren: Kenny Gamble, Leon Huff      |
| 1968 | Impossible Mission (Mission Impossible)                       | US68 (6 Wo.)US | — | Erstveröffentlichung: März 1968 Autoren: Kenny Gamble, Leon Huff          |
| 1974 | City of Brotherly Soul Survivors                              | — | R&B75 (6 Wo.)R&B | Erstveröffentlichung: September 1974 Autoren: Richie Ingui, Charlie Ingui |

Weitere Singles
- 1968: Turn Out the Fire (VÖ: November)
- 1969: Mama Soul (VÖ: Februar)
- 1970: Still Got My Head (VÖ: Februar)
- 1974: What It Takes (VÖ: Dezember)
- 1975: Lover to Me (VÖ: Mai)
- 1976: Happy Birthday America (VÖ: Juni)